# Polychaetus
Polychaetus is een geslacht van kevers uit de familie van de loopkevers (Carabidae). De wetenschappelijke naam van het geslacht is voor het eerst geldig gepubliceerd in 1882 door Chaudoir.

## Soorten
Het geslacht Polychaetus omvat de volgende soorten:
- Polychaetus dejeani Chaudoir, 1882
- Polychaetus egregius (Chaudoir, 1854)